# Кимпурі
Кимпурі (рум. Câmpuri) — село у повіті Вранча в Румунії. Адміністративний центр комуни Кимпурі.
Село розташоване на відстані 183 км на північ від Бухареста, 47 км на північний захід від Фокшан, 140 км на південний захід від Ясс, 117 км на північний захід від Галаца, 99 км на північний схід від Брашова.

## Населення
За даними перепису населення 2002 року у селі проживали 2298 осіб. Усі жителі села рідною мовою назвали румунську.
Національний склад населення села:
| Національність | Кількість осіб | Відсоток |
| -------------- | -------------- | -------- |
| румуни         | 2286           | 99,5%    |
| цигани         | 12             | 0,5%     |